# Chico Franca
Francisco Xavier Monteiro da Franca, mais conhecido como Chico Franca (João Pessoa, 11 de agosto de 1953), é um político e advogado brasileiro.

## Carreira política
Elegeu-se prefeito de João Pessoa em 1992 pela legenda do PDT, obtendo 65.256 votos no primeiro turno e 102.878 no segundo. Seu principal rival na eleição foi Chico Lopes, do PT.
Após deixar o cargo em 1997, disputou as eleições estaduais no ano seguinte, desta vez candidatando-se a deputado federal. Seus 18.216 votos não foram suficientes para assumir uma vaga na Câmara dos Deputados, ficando apenas como suplente.
Em 2000, disputou uma vaga na Câmara Municipal da capital paraibana, obtendo apenas 9 votos.

## Outros cargos
Depois de não participar da eleição de 2002, Chico Franca foi nomeado secretário de Meio Ambiente, Recursos Hídricos e Minerais do primeiro mandato do então governador Cássio Cunha Lima, exercendo a função até 2005, quando assumiu a direção-geral da Agência Estadual de Energia Elétrica. Em 2007, foi eleito presidente da AGEEL, onde permaneceria até 2009.
Além de ter sido um dos líderes do PDT do estado da Paraíba, presidiu também o partido em Pernambuco. Em 2016, manifestou apoio à reeleição de Luciano Cartaxo (então no PSD) para a prefeitura de João Pessoa.

## Vida pessoal
Seu irmão, Neto Franca, foi deputado estadual e seu filho, Damásio Franca Neto, é atualmente vereador em João Pessoa, sendo eleito pelo PP em 2016 e reeleito em 2020.